# Sasa veitchii
Sasa veitchii är en gräsart som först beskrevs av Élie Abel Carrière, och fick sitt nu gällande namn av Alfred Rehder. Sasa veitchii ingår i släktet sasabambu, och familjen gräs. Inga underarter finns listade i Catalogue of Life.

## Bildgalleri

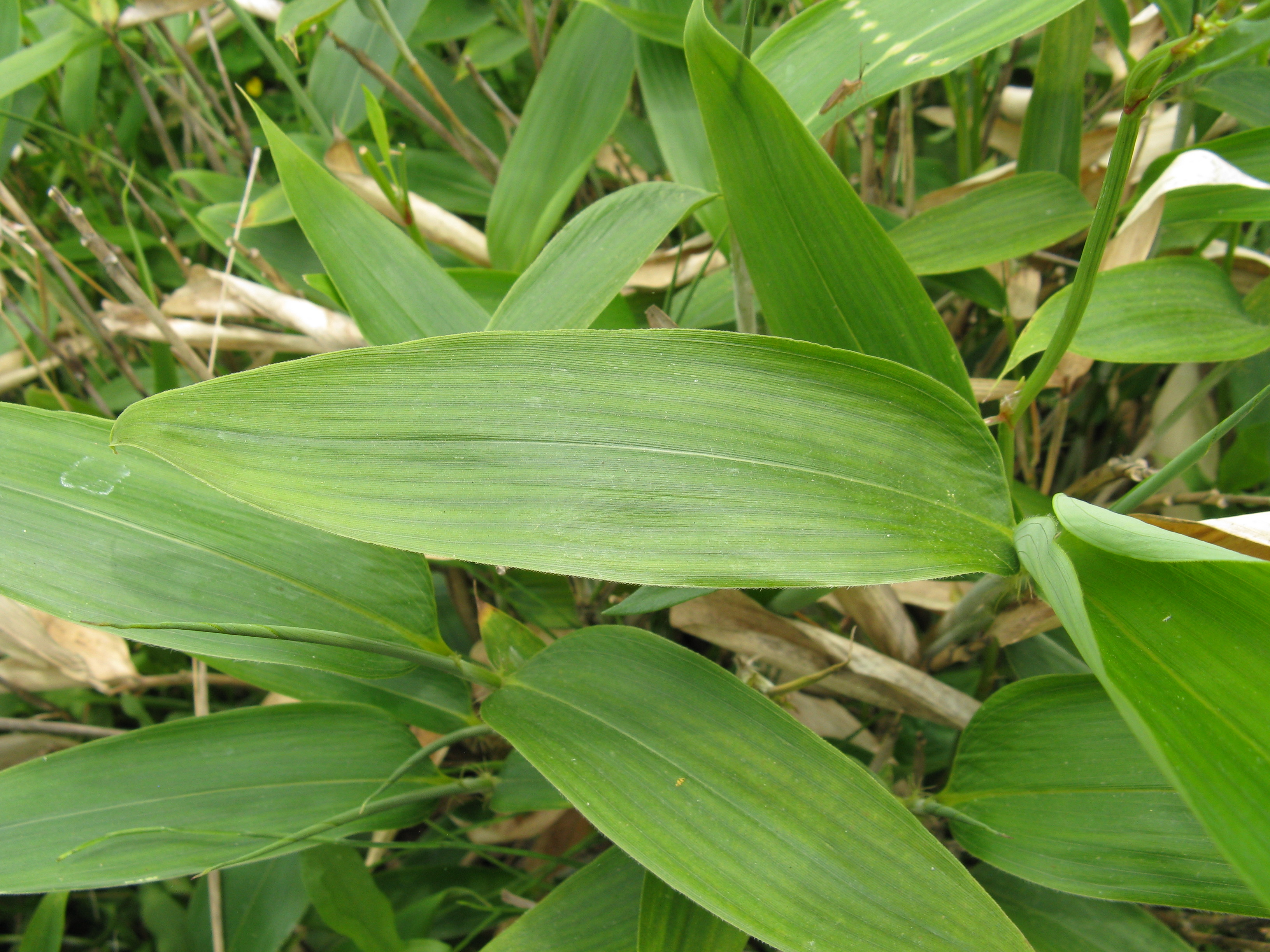
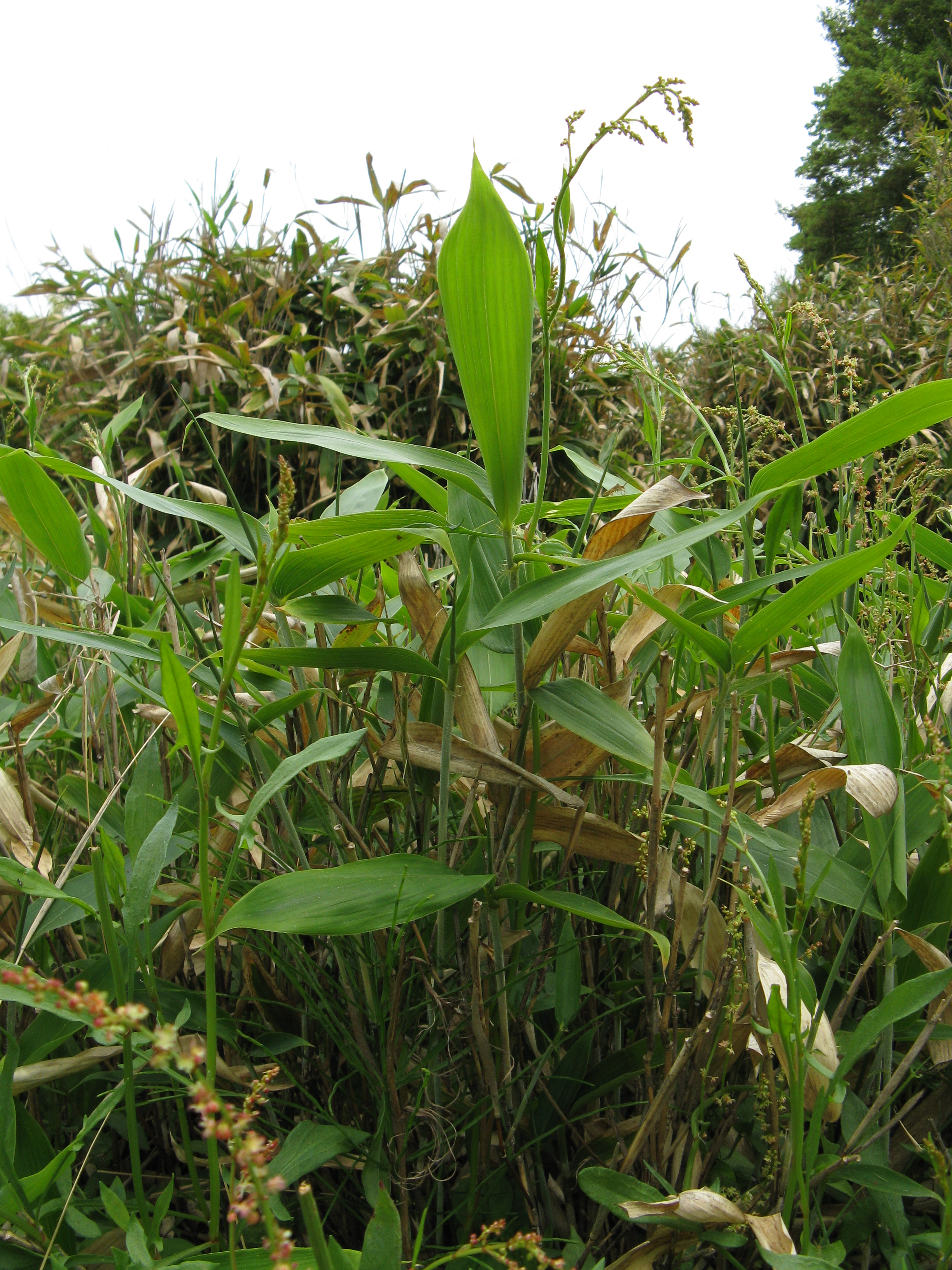
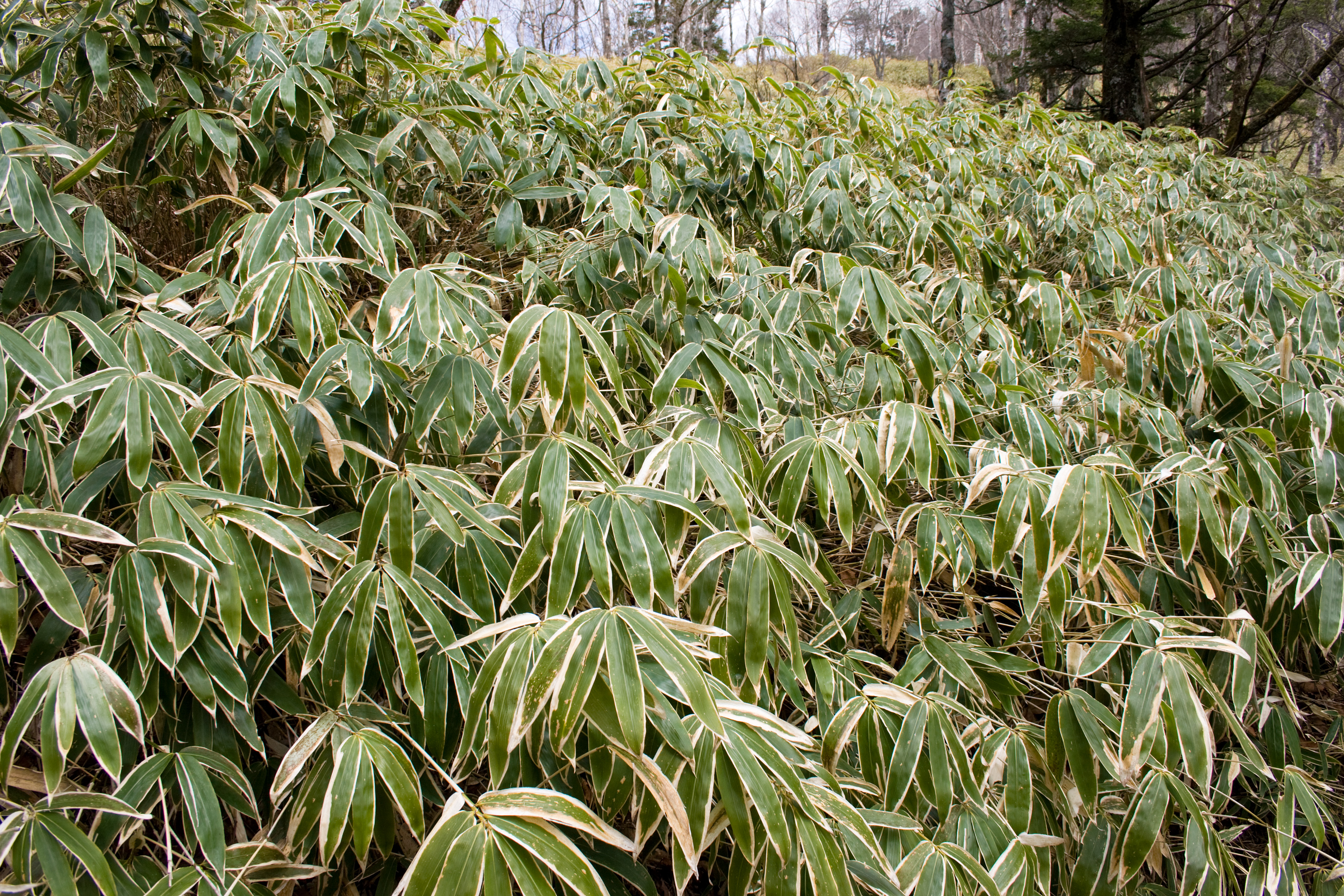
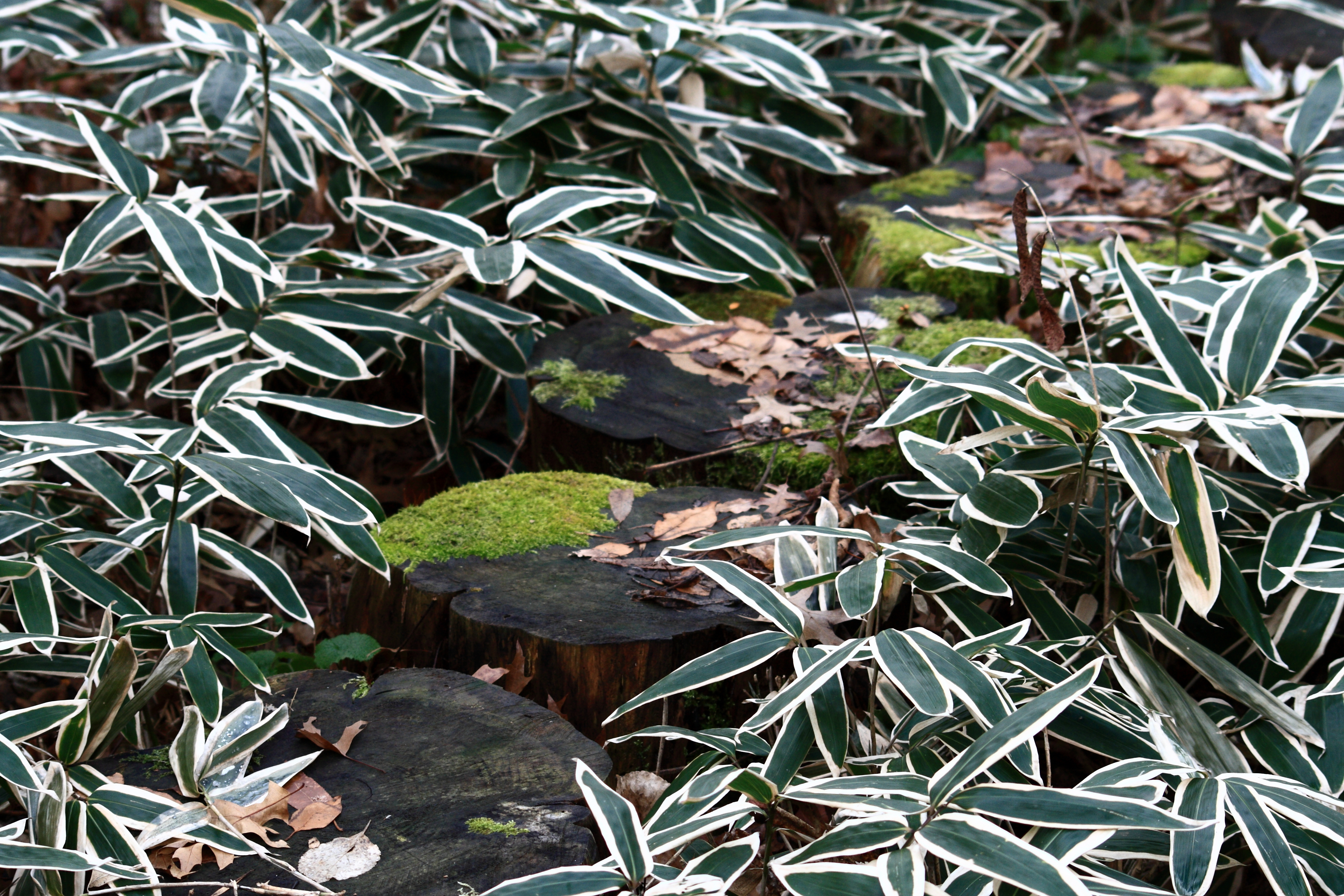
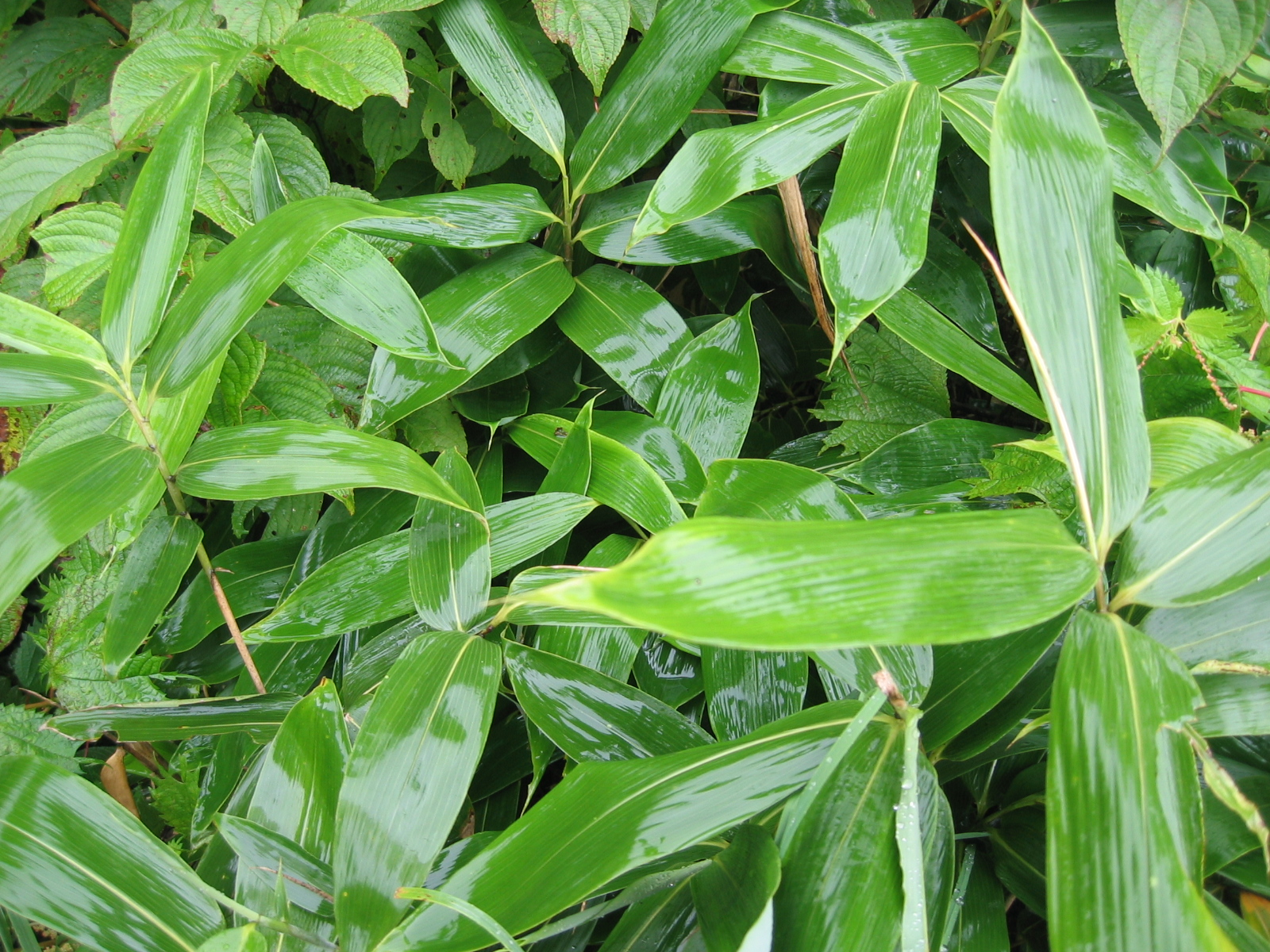